# 奎氏綠鰭魚
奎氏綠鰭魚為輻鰭魚綱鮋形目牛尾魚亞目角魚科的其中一種，分布於西印度洋區，從莫三比克南部至南非Table灣海域，棲息深度可達150公尺，體長可達35公分，為底棲性魚類，屬肉食性，可做為食用魚。